# Smarck Michel
Georges Jean-Jacques Smarck Michel o Smarck Michel (29 de marzo de 1937 - 1 de septiembre de 2012) fue nombrado primer ministro de Haití el 27 de octubre de 1994, ocupando el cargo desde el 8 de noviembre de 1994 hasta el 16 de octubre de 1995. Smarck fue el tercer primer ministro del presidente  Aristide, y el primero en ser nombrado después del regreso del Presidente del exilio. 

## Vida personal
Michel nació en St. Marc de una familia de militares y completó sus estudios postsecundarios (Administración de Empresas) en los Estados Unidos.
Antes de entrar a la política Michel fue un hombre de negocios, operando una tienda de comestibles y luego se pasó a la panadería de la familia.
Se casó con Victoire Marie-Rose Sterlin, con quien tuvo un hijo de nombre Kenneth dos hijas llamadas Patricia y Marjorie Michel. Michel murió cerca de Puerto Príncipe de tumor cerebral a los 75 años.

## Carrera política
Su carrera política comenzó como ministro de Comercio y terminó después de ser primer ministro.